# 桂瀨站

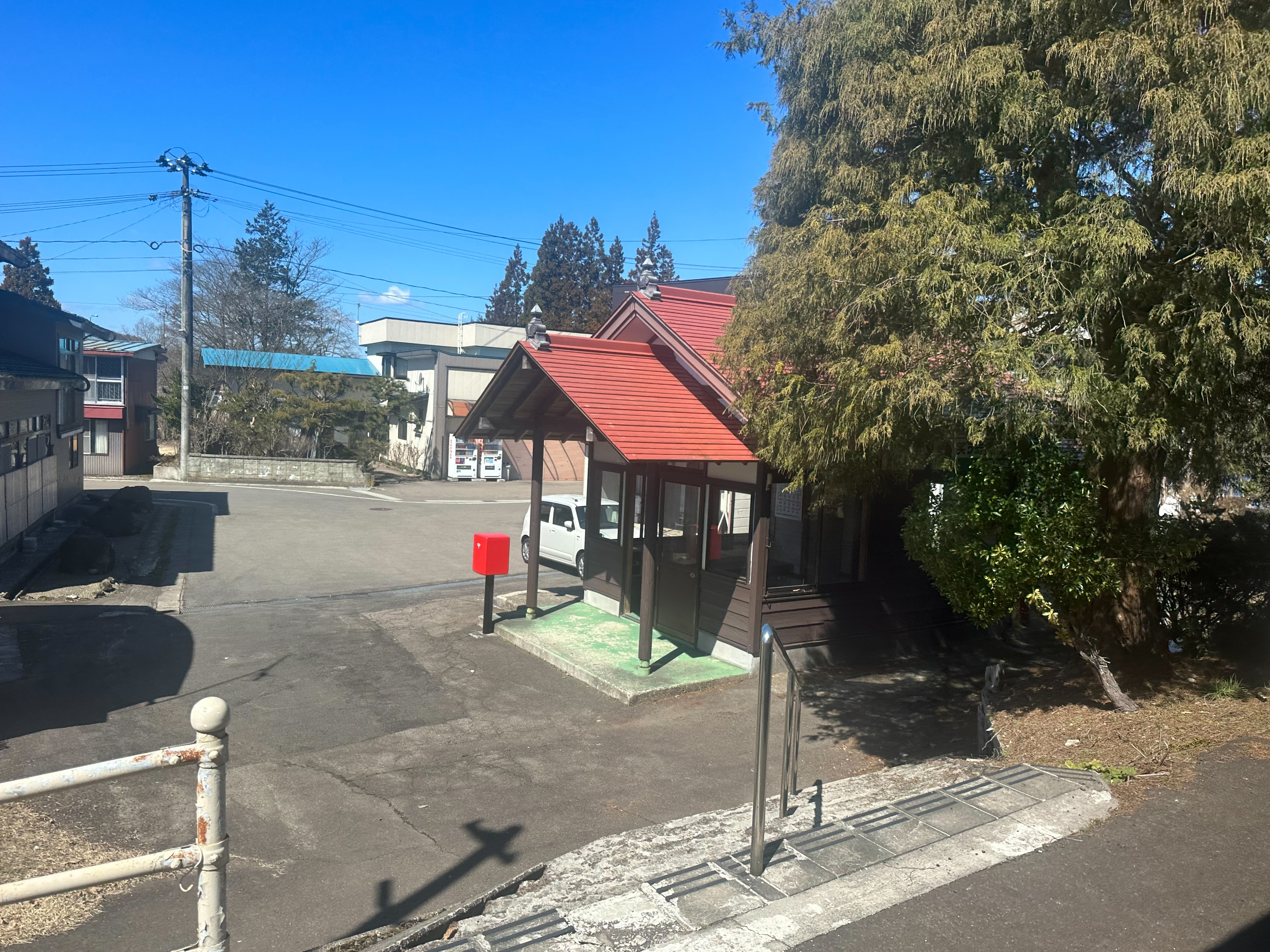
月台入口（2024年3月）

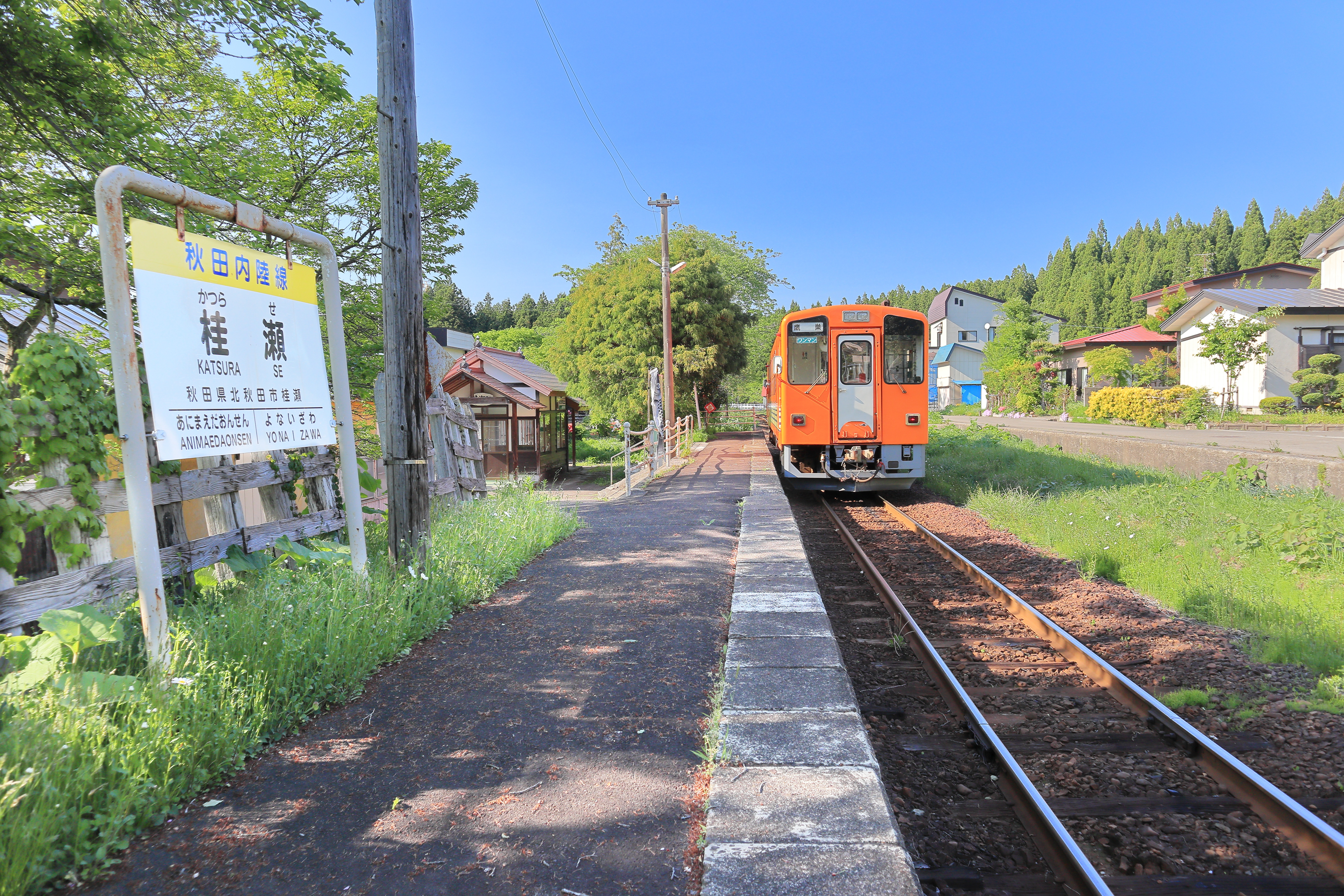
月台(2022年5月)

桂瀨站（日语：／ Katsurase eki */?）是位於秋田縣北秋田市桂瀨，秋田內陸縱貫鐵道的秋田內陸線車站。

## 歷史
- 1935年（昭和10年）11月15日 - 國鐵阿仁合線 米內澤站至阿仁前田站之間開通，此站啟用。當時車站位於北秋田郡前田村（日语：前田村 (秋田県)）。
- 1970年（昭和45年）10月10日 - 成為無人車站[1]。
- 1986年（昭和61年）11月1日 - 秋田內陸縱貫鐵道接管阿仁合線，成為秋田內陸縱貫鐵道秋田內陸北線（1989年改名為秋田內陸線）[2]。

## 車站構造
此站是地面車站，設有1面1線的單式月台。此站是無人車站。

## 使用狀況
| 1日上落車人次 | 1日上落車人次 |
| 年度          | 1日平均人次   |
| ------------- | ------------- |
| 2016年        | 31            |
| 2017年        | 26            |

## 車站周邊
- 阿仁川（日语：阿仁川）
- 國道105號（日语：国道105号）
- 浦田郵局
- 北秋田市立浦田小學
- 北秋田市立森吉中學（日语：北秋田市立森吉中学校）
- 秋田縣道111號桂瀨笹館線（日语：秋田県道111号桂瀬笹館線）
- 秋田縣道146號桂瀨停車場線（日语：秋田県道146号桂瀬停車場線）

## 相鄰車站
秋田內陸縱貫鐵道
■秋田內陸線
□快速、■普通
米內澤－桂瀨－阿仁前田温泉

## 注腳
1. 1 2 3  “無人駅 阿仁合線・桂瀬駅”. 秋田魁新報 (秋田魁新報社): p.2 (1975年11月11日 夕刊)
2. ↑  . 鐵道雜誌 (鐵道雜誌社). 1987-01, 21 (1): 50 （日语）.
3. ↑  国土数値情報(駅別乗降客数データ) （日語） - 統計情報研究，2020年8月30日參閲

## 外部連結
- 路線圖（各站資訊） （页面存档备份，存于）（日語） - 秋田內陸縱貫鐵道